# 上野友慈
上野 友慈（うえの ゆうじ、1957年8月28日 - ）は、日本の検察官、弁護士。最高検察庁公安部長、大阪地方検察庁検事正、札幌高等検察庁検事長を経て、大阪高等検察庁検事長。

## 人物・経歴
福岡県出身。福岡県立修猷館高等学校を経て、1981年九州大学法学部卒業。1983年大阪地方検察庁検事。以降検事長昇格までの34年間のうち20年間を大阪高等検察庁管内で勤務し、大阪地方検察庁特別捜査部ではイトマン事件を手掛けるなどした。
司法研修所検察上席教官，那覇地方検察庁検事正、大阪地方検察庁次席検事を経て、2012年最高検検事、2014年最高検察庁公安部長、法務省法制審議会新時代の刑事司法制度特別部会委員。2015年大阪地方検察庁検事正。2017年札幌高等検察庁検事長。2018年大阪高等検察庁検事長。2020年退官し、箕面市萱野に上野友慈法律事務所開設。2023年関西電力原子力安全検証委員長。

## 編著
- 『基本法コンメンタール 刑事訴訟法』（三井誠, 河原俊也, 岡慎一と共編）日本評論社